# 肾盖铁线蕨
肾盖铁线蕨（学名：Adiantum erythrochlamys）为铁线蕨科铁线蕨属下的一个种。